# پاتریک شی
شی پو یو (چینی سنتی: 施柏宇; Pe̍h-ōe-jī: Si Pek-ú؛ زادهٔ ۹ اوت ۱۹۹۶) همچنین با نام پاتریک شی (انگلیسی: Patrick Shih) نیز شناخته می‌شود، بازیگر و مدل تایوانی است. او به خاطر ایفای نقش در روزی یا یک روز (۲۰۱۹) شناخته می‌شود.

## فیلم‌شناسی

### مجموعه تلویزیونی
| سال       | عنوان فارسی             | عنوان چینی     | نقش        | توضیحات |
| --------- | ----------------------- | -------------- | ---------- | ------- |
| ۲۰۱۶      | نسل گیمر                | 電競紀元       | نان که     |         |
| ۲۰۱۸      | های‌استوری ۲: عبور از خط | HIStory2: 越界 | وانگ چن وو |         |
| ۲۰۱۹–۲۰۲۰ | روزی یا یک روز          | 想見你         | مو جون جی  | [ ۱ ]   |